# Manoir de Kergars
Le manoir de Kergars est un édifice situé à Hennebont, en France.

## Situation
Le manoir est situé sur le territoire de la commune de Hennebont, au lieu-dit Kergars, dans le département du Morbihan, en région Bretagne.

## Description
Le manoir date des XVIIe et XIXe siècles, il est construit en granite, édifice à un étage carré et un étage de comble, élévation à travées. Toiture  à longs pans recouverte d'ardoises.

## Histoire
Manoir du XVIIe siècle, il est remanié au XIXe siècle.
Il est inscrit à l'inventaire général du patrimoine culturel.